# Jeff és az űrlények
A Jeff és az űrlények (eredeti cím: Jeff & Some Aliens) 2017-ben futott amerikai televíziós 2D-s számítógépes animációs szitkom, amelynek alkotói Sean Donelly és Alessandro Minoli. A rendezői Alessandro Minoli és Sean Donnell. A tévéfilmsorozat a ShadowMachine gyártásában készült. A sorozatot Amerikában 2017. január 11-étől március 15-ig, míg Magyarországon 2019. február 26-án a Comedy Central mutatta be.
2017. december 1-jén a sorozatot az 1. évad után törölték a műsorról.

## Összefoglaló
A történet főhőse a teljesen átlagos földlakó, Jeff, akit három űrlény látogat meg, hogy kísérletek által jobban megértsék az emberi fajt. Eközben Jeff különféle problémáit is megoldják fejlett technológiájuk segítségével, bár legtöbbször katasztrofális eredménnyel.

## Szereplők
| Szereplő              | Eredeti hang       | Magyar hang       |
| --------------------- | ------------------ | ----------------- |
| Jeff Mahoney          | Brett Gelman       | Karácsonyi Zoltán |
| Jimmy                 | Alessandro Minoli  | Galbenisz Tomasz  |
| Ted                   | Alessandro Minoli  | Galbenisz Tomasz  |
| Sammy                 | Alessandro Minoli  | Galbenisz Tomasz  |
| Chet                  | Jon Daly           |                   |
| Dave                  | Josh Fadem         | Baráth István     |
| Zoops                 | Marc Evan Jackson  |                   |
| Evgeny                | Mark Ivanir        |                   |
| Alison, Jeff testvére | Alicia Silverstone |                   |
| Corey                 | Zack Pearlman      |                   |
| Inga                  | Helena Mattsson    |                   |
| Pam, Jeff' anyja      | Tress MacNeille    |                   |
| Stanley, Jeff apja    | Richard Kind       |                   |
| Linda                 | Natalie Smyka      |                   |
| Sally                 | Hannah Heller      |                   |
| Znorla                | Kesha              |                   |

## Epizódok
| Sor. | Év. | Cím                                                                             | Rendező                            | Író                                | Premier                             |
| --- | --- | ------------------------------------------------------------------------------- | ---------------------------------- | ---------------------------------- | ----------------------------------- |
| 1. | 1.  | Jeff és valami becsületgyilkos (Jeff & Some Honor Killings)                     | Alessandro Minoli és Sean Donnelly | Alessandro Minoli és Sean Donnelly | 2017. január 11. 2019. február 26.  |
| Miután Jeff véletlenül megöli az Azuria bolygó vezetőjét, az intergalaktikus háború elkerülése kénytelen végezni egy földlakóval.                                                  |     |                                                                                 |                                    |                                    |                                     |
| 2. | 2.  | Jeff és valami energiacsere (Jeff & Some Energy Trading)                        | Alessandro Minoli és Sean Donnelly | Alessandro Minoli és Sean Donnelly | 2017. január 18. 2019. március 5.   |
| Jeff egy földönkívüli gépezet segítségével az életerejét használja fel, hogy barátnőjét, Lindát luxuscikkekkel nyűgözhesse le. Az irányítás azonban hamar kicsúszik a kezei közül. |     |                                                                                 |                                    |                                    |                                     |
| 3. | 3.  | Jeff és valami tinilányok (Jeff & Some Preteen Girls)                           | Alessandro Minoli és Sean Donnelly | Kristy Grant                       | 2017. január 25. 2019. március 12.  |
| Az űrlények segítenek Jeffnek egy robotlány irányításában, mellyel Jeff célja unokahúga meggyőzése, hogy a lány ne adja fel művészi ambícióit.                                     |     |                                                                                 |                                    |                                    |                                     |
| 4. | 4.  | Jeff és valami viccek (Jeff & Some Laughs)                                      | Alessandro Minoli és Sean Donnelly | Alessandro Minoli                  | 2017. február 1. 2019. március 26.  |
| Egy súlyos autóbaleset után Jeff apját gépekkel tartják életben. Jeff egy olyan földönkívüli eszközzel igyekszik megmenteni őt, amely a nevetést gyógyító energiává alakítja át.   |     |                                                                                 |                                    |                                    |                                     |
| 5. | 5.  | Jeff és valami kolonizálók (Jeff & Some Colonists)                              | Alessandro Minoli és Sean Donnelly | Sam West                           | 2017. február 8. 2019. április 2.   |
| Az azúriaiak a Föld kolonizálására indulnak és erőforrásaikat gyümölcsös smoothie előállítására használják.                                                                        |     |                                                                                 |                                    |                                    |                                     |
| 6. | 6.  | Jeff és valami önbizalom (Jeff & Some Confidence)                               | Alessandro Minoli és Sean Donnelly | Joe DeRosa                         | 2017. február 15. 2019. április 9.  |
| Jeff egy földönkívüli eszközzel befolyásolja emlékeit, magabiztosabbá téve önmagát.                                                                                                |     |                                                                                 |                                    |                                    |                                     |
| 7. | 7.  | Jeff és valami Jeff-ek (Jeff & Some Jeffs)                                      | Alessandro Minoli és Sean Donnelly | Tom O' Donnell                     | 2017. február 22. 2019. április 16. |
| Míg a földönkívüliek nyaralni mennek, Jeff véletlenül egy eszközzel a saját személyiségjegyeit adja át a Föld összes lakójának.                                                    |     |                                                                                 |                                    |                                    |                                     |
| 8. | 8.  | Jeff és valami gyermeki öröm és bolondozás (Jeff & Some Childlike Joy & Whimsy) | Alessandro Minoli és Sean Donnelly | Ed Herro                           | 2017. március 1. 2019. április 23.  |
| Jeff egy pszichoaktív szerrel igyekszik visszaadni legjobb barátja életkedvét. |     |                                                                                 |                                    |                                    |                                     |
| 9. | 9.  | Jeff és valami szerelem (Jeff & Some Love)                                      | Alessandro Minoli és Sean Donnelly | Brian Donovan                      | 2017. március 8. 2019. április 30.  |
| Jeff ultimátumot kap az űrlényektől: ötven napon belül meg kell hódítania Lindát vagy elpusztul a bolygó.                                                                          |     |                                                                                 |                                    |                                    |                                     |
| 10. | 10. | Jeff és valami szimulált szerelem (Jeff & Some Love Simulations)                | Alessandro Minoli és Sean Donnelly | Sean Donnelly                      | 2017. március 15. 2019. május 7.    |
| Az űrlények segíteni próbálnak Jeffnek megtalálnia lelki társát. Ennek érdekében miniatűr klónokkal futtatnak le szimulációkat, de az egyikük megszökése bonyodalmat okoz.         |     |                                                                                 |                                    |                                    |                                     |

## Fordítás
- Ez a szócikk részben vagy egészben  a   Jeff & Some Aliens című angol Wikipédia-szócikk fordításán alapul.  Az eredeti cikk szerkesztőit annak laptörténete sorolja fel. Ez a jelzés csupán a megfogalmazás eredetét és a szerzői jogokat jelzi, nem szolgál a cikkben szereplő információk forrásmegjelöléseként.